# Malik Zidi
Malik Zidi (Châtenay-Malabry, 14 febbraio 1975) è un attore francese.

## Carriera

### Studi e attività teatrale
Nato a Châtenay-Malabry, nell'Île-de-France, figlio d'un informatico algerino e d'una farmacista francese originaria di Concarneau (nella Bretagna), trascorre la propria adolescenza nella vicina Saint-Maur-des-Fossés, per poi stabilirsi a Parigi. Dopo il liceo, che non porta a termine, frequenta i corsi di arte drammatica di Véronique Nordey e dei corsi d'acrobata al Théâtre de la Piscine con E. Audibert, di clown al Théâtre de la Piscine con L. Jamet e di cinéma allo Studio Pygmalion con P.E. Luneau. Esordisce sul palcoscenico con Fatima-en-France di Nora Boublil, regia di Stéphan Boublil, al Théâtre de Proposition di Parigi (1997), seguita da Iphigénie, regia di Véronique Nordey, al Théâtre Gérard Philipe di Saint-Denis (1999).

### Cinema
Esordisce nel 1996 nel "corto" Les corps ouverts di Sébastien Lifshitz. Si fa notare in Place Vendôme di Nicole Garcia (1997), dove ha un piccolo ruolo accanto a Catherine Deneuve. Nel 1999 François Ozon lo sceglie per il ruolo del ventenne Franz in Gocce d'acqua su pietre roventi, tratto dal lavoro teatrale di Rainer Werner Fassbinder. Seguono Un moment de bonheur di Antoine Santana (2002), Un Monde presque paisible di Michel Deville (2002), Mes enfants ne sont pas comme les autres di Denis Dercourt (2003), Les Oiseaux du ciel di Eliane de Latour (2004)
Tra gli ultimi film, I tempi che cambiano di André Téchiné (2004), Oublier Cheyenne di Valérie Minetto (2006), Les Amitiés maléfiques di Emmanuel Bourdieu (2006, grand prix de la Semaine de la Critique a Cannes), Le grand Meaulnes di Jean-Daniel Verhaeghe (2006), Jacquou le Croquant di Laurent Boutonnat (2007), Clara, di Helma Sanders-Brahms (2007), nel quale ha il ruolo del compositore tedesco Johannes Brahms, Un chat, un chat, di Sophie Fillières (2008), Après l'océan di Eliane de Latour (2008), e i "corti" Rendez-vous au tas de sable (2006) di Niko, Faits divers (2007) di Bill Barluet e Le Baiser (2008) di Yann Coridian.
In Francia, è considerato uno degli attori più interessanti della sua generazione. La sua attività cinematografica si è orientata soprattutto verso prodotti di qualità, nei quali spesso ha il ruolo di giovane sensibile e al tempo stesso leale e dotato di un'inesauribile ricchezza umana. "Nel suo volto - ha detto il regista Jérôme Bonnel che nel 2009 lo ha diretto ne La Dame de Trefle - c'è una mescolanza confusa di candore infantile e di bassezza".
Malik Zidi è attivo anche in Italia. Nel 2005 ha lavorato con il regista italiano Luca Guadagnino interpretando il "corto" The Golden Mirror. Nel 2008 è stato scelto da Fausto Brizzi per interpretare il ruolo di Marc in Ex, uscito nel 2009.

### Televisione
Ha interpretato numerose fictions televisive trasmesse su France 2 e su altre emittenti francofone: Les Thibault (2003), Sissi l'Impératrice rebelle (2004), Le Père Goriot (2005), Les Rois maudits (2005, trasmesso in Italia su Raiuno con il titolo La maledizione dei templari), Les Camarades (2006, trasmesso in Italia su Raitre con il titolo Compagni di strada), Les zygs (2006), Miroir, mon beau miroir (2008), Vénus et Apollon - Saison 2 (2009), Douce France di Stéphane Giusti (2009).

### Musica
Malik Zidi è comparso nel videoclip Tu n'es plus là di Amel Bent - Karim Ouaret.

## Filmografia

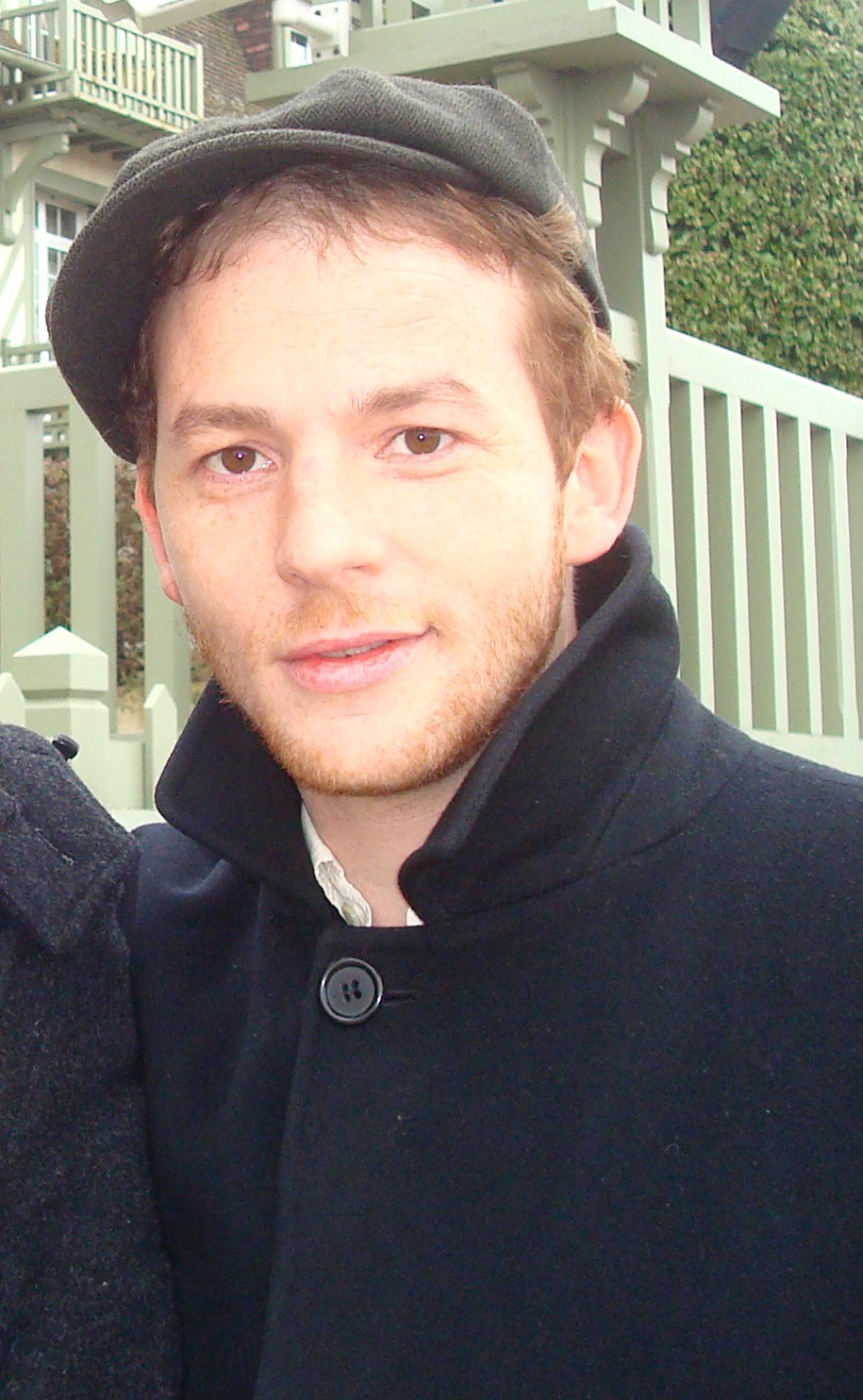
Malik Zidi a Deauville nel 2010

### Cinema
- L'Onzième commandement, regia di Mama Keïta (1998)
- Les corps ouverts, regia di Sébastien Lifshitz - cortometraggio (1998)
- Place Vendôme, regia di Nicole Garcia (1998)
- Gocce d'acqua su pietre roventi (Gouttes d'eau sur pierres brûlantes), regia di François Ozon (2000)
- Vincent - Una vita dopo l'altra (Deuxième vie), regia di Patrick Braoudé (2000)
- Un moment de bonheur, regia di Antoine Santana (2002)
- Un mondo quasi sereno (Un monde presque paisible), regia di Michel Deville (2002)
- Mes enfants ne sont pas comme les autres, regia di Denis Dercourt (2003)
- I tempi che cambiano (Les temps qui changent), regia di André Téchiné (2004)
- Oublier Cheyenne, regia di Valérie Minetto (2005)
- Les oiseaux du ciel, regia di Eliane de Latour (2006)
- Les amitiés maléfiques, regia di Emmanuel Bourdieu (2006)
- Le grand Meaulnes, regia di Jean-Daniel Verhaeghe (2006)
- Jacquou le croquant, regia di Laurent Boutonnat (2007)
- Le baiser, regia di Yann Coridian - cortometraggio (2007)
- Faits divers, regia di Bill Barluet - cortometraggio (2007)
- Rendez-vous au tas de sable..., regia di Nicolas Bikialo - cortometraggio (2008)
- Geliebte Clara, regia di Helma Sanders-Brahms (2008)
- Ex, regia di Fausto Brizzi (2009)
- Un chat un chat, regia di Sophie Fillières (2009)
- La dame de trèfle, regia di Jérôme Bonnell (2009)
- I misteri di Lisbona (Mistérios de Lisboa), regia di Raoul Ruiz (2010)
- Rebellion - Un atto di guerra (L'ordre et la morale), regia di Mathieu Kassovitz (2011)
- Le silence et l'oubli, regia di Christophe Delseaux - cortometraggio (2011)
- Linhas de Wellington, regia di Valeria Sarmiento (2012)
- Un enfant de toi, regia di Jacques Doillon (2012)
- Amaro amore, regia di Francesco Henderson Pepe (2013)
- La Marche, regia di Nabil Ben Yadir (2013)
- Robbery on the Champs-Élysées, regia di Donna Vermeer - cortometraggio (2013)
- Sire Gauvain et le Chevalier Vert, regia di Martin Beilby - cortometraggio (2014)
- Le ciel du centaure, regia di Hugo Santiago (2015)
- La volante, regia di Christophe Ali e Nicolas Bonilauri (2015)
- Made in France - Obiettivo Parigi (Made in France), regia di Nicolas Boukhrief (2015)
- Marie Curie, regia di Marie Noëlle (2016)
- Le secret de la chambre noire, regia di Kiyoshi Kurosawa (2016)
- Gauguin - Viaggio a Tahiti (Gauguin - Voyage de Tahiti), regia di Edouard Deluc (2017)
- Cosa resta della rivoluzione (Tout ce qu'il me reste de la révolution), regia di Judith Davis (2018)
- Play, regia di Anthony Marciano (2019)
- Vers la bataille, regia di Aurélien Vernhes-Lermusiaux (2019)
- La couleur des rois, regia di Julien e Simon Dara - cortometraggio (2020)
- Oxygène, regia di Alexandre Aja (2021)
- Sotto le foglie (Quand vient l'automne), regia di François Ozon (2024)

### Televisione
- Alice Nevers - Professione giudice (Le juge est une femme) – serie TV, 1 episodio (2000)
- Vertiges – serie TV, 1 episodio (2001)
- Sa mère, la pute, regia di Brigitte Roüan – film TV (2001)
- Froid comme l'été, regia di Jacques Maillot – film TV (2002)
- Les Thibault – miniserie TV (2003)
- Sissi, l'imperatrice ribelle (Sissi, l'impératrice rebelle), regia di Jean-Daniel Verhaeghe – film TV (2004)
- Le père Goriot, regia di Jean-Daniel Verhaeghe – film TV (2004)
- La maledizione dei Templari (Les rois maudits) – miniserie TV (2005)
- Les zygs, le secret des disparus, regia di Jacques Fansten – film TV (2007)
- Compagni di strada (Les camarades) – miniserie TV (2007)
- Miroir, mon beau miroir, regia di Serge Meynard – film TV (2008)
- La mort n'oublie personne, regia di Laurent Heynemann – film TV (2008)
- Vénus & Apollon – serie TV, 5 episodi (2009)
- Douce France, regia di Stéphane Giusti – film TV (2009)
- Après moi, regia di Stéphane Giusti – film TV (2009)
- I misteri di Lisbona (Mistérios de Lisboa), regia di Raoul Ruiz – miniserie TV, 1 episodio (2010)
- L'affaire Gordji, histoire d'une cohabitation, regia di Guillaume Nicloux – film TV (2011)
- Berthe Morisot, regia di Caroline Champetier – film TV (2012)
- As Linhas de Torres Vedras, regia di Valeria Sarmiento – miniserie TV (2012)
- Nox, regia di Mabrouk El Mechri – miniserie TV (2018)
- Gloria, regia di Julien Colonna – miniserie TV (2021)

### Doppiaggio
- Loulou, l'incroyable secret, regia di Éric Omond (2013)

## Doppiatori italiani
Nelle versioni in italiano delle opere in cui ha recitato, Malik Zidi è stato doppiato da:
- Emiliano Coltorti in Gocce d'acqua su pietre roventi
- Nanni Baldini in I tempi che cambiano
- Francesco Bulckaen in Compagni di strada
- Mimmo Strati in Gauguin
- Francesco Fabbri in Oxygène

## Premi e riconoscimenti
Prix Beaumarchais 1997 per lo spettacolo teatrale Fatima-en-France
Nomina "meilleur jeune espoir masculin" ai César 2001, 2003 e 2005.
"César du Meilleur jeune espoir masculin" (Premio César per la migliore promessa maschile) per il film Les Amitiés maléfiques del 2007.
Nel 2008, ha ottenuto il "Prix d'interprétation masculine" (premio per l'interpretazione maschile) all'ottavo Festival del Cortometraggio di Nizza per Le baiser di Yann Coridian.
Nel 2009 è membro della giuria del Festival de Cinéma Européen des Arcs.
Il 9 luglio 2013 è stato nominato dal ministro della Cultura e della Comunicazione, Aurélie Filippetti, cavaliere dell'Ordre des arts et des lettres.